# جزيرة كسكوس الجنوبية
جزيرة كسكوس الجنوبية هي إحدى الجزر الواقعة في الخليج العربي، وتتبع المنطقة الشرقية السعودية. تبلغ مساحة الجزيرة نحو 0,20 كم2 وتبعد عن الساحل بحوالي 4,6 ميل بحري.